# Головной убор
Головно́й убо́р — термин, включающий как способы собственно причёски, так и способы убранства и покрытия головы. 
И те и другие в высшей степени разнообразны в зависимости от места, эпохи, религии, степени развития культуры. Тем не менее, в основе многочисленных форм головных уборов лежит несколько базовых разновидностей.

## История
Забота о порядке волос на голове с древности была необходима. Прежде всего, волосы, падая в беспорядке на лицо, уши, шею, плечи, не только причиняют общее неприятное ощущение, но и мешают видеть, слышать, есть и косвенно — заниматься делами, например, при охоте, рыбной ловле, шитье, борьбе. Иногда они создают большую опасность — например, при прохождении через густые заросли при бегстве (см. причёска).

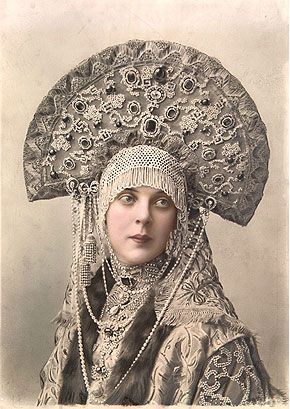
Княгиня О. К. Орлова на костюмированном балу 1903 года

Голова покрывается не только для скрепления волос (лобные повязки, косынки, тюрбаны, мешочки, сетки, кошельки), но и, главным образом, чтобы защитить её от климатических и атмосферных влияний (от зноя, холода, дождя, ветра). Отсюда происходит, в зависимости от цели и места, разнообразие форм и материалов головного покрова.
Для удержания волос в порядке, например, айны, японцы, помаки, готтентоты и др. довольствовались простой лобной повязкой, на Суматре боец с той же целью надевал охватывающее голову деревянное кольцо. Батаки (тоже на Суматре) носят платок в виде тюрбана.
Гречанки и римлянки носили косынки или дорогие сетки из золотых и серебряных ниток; для защиты от тропической жары на Борнео женщины надевают соломенные шляпы с полями шириною в метр, таганы — целые шаровые сегменты, бедуин, суданец, индус окутывает голову тюрбаном, южноамериканский индеец набрасывает на голову цветное влагалище пальмы. Житель Сахары туарег, защищая себя от обжигающего ветра пустыни, обертывают себя литамом (платок, оборачивающийся вокруг всей головы, оставляя на лице открытым только кончик носа, и закрепляющийся на затылке узлом).

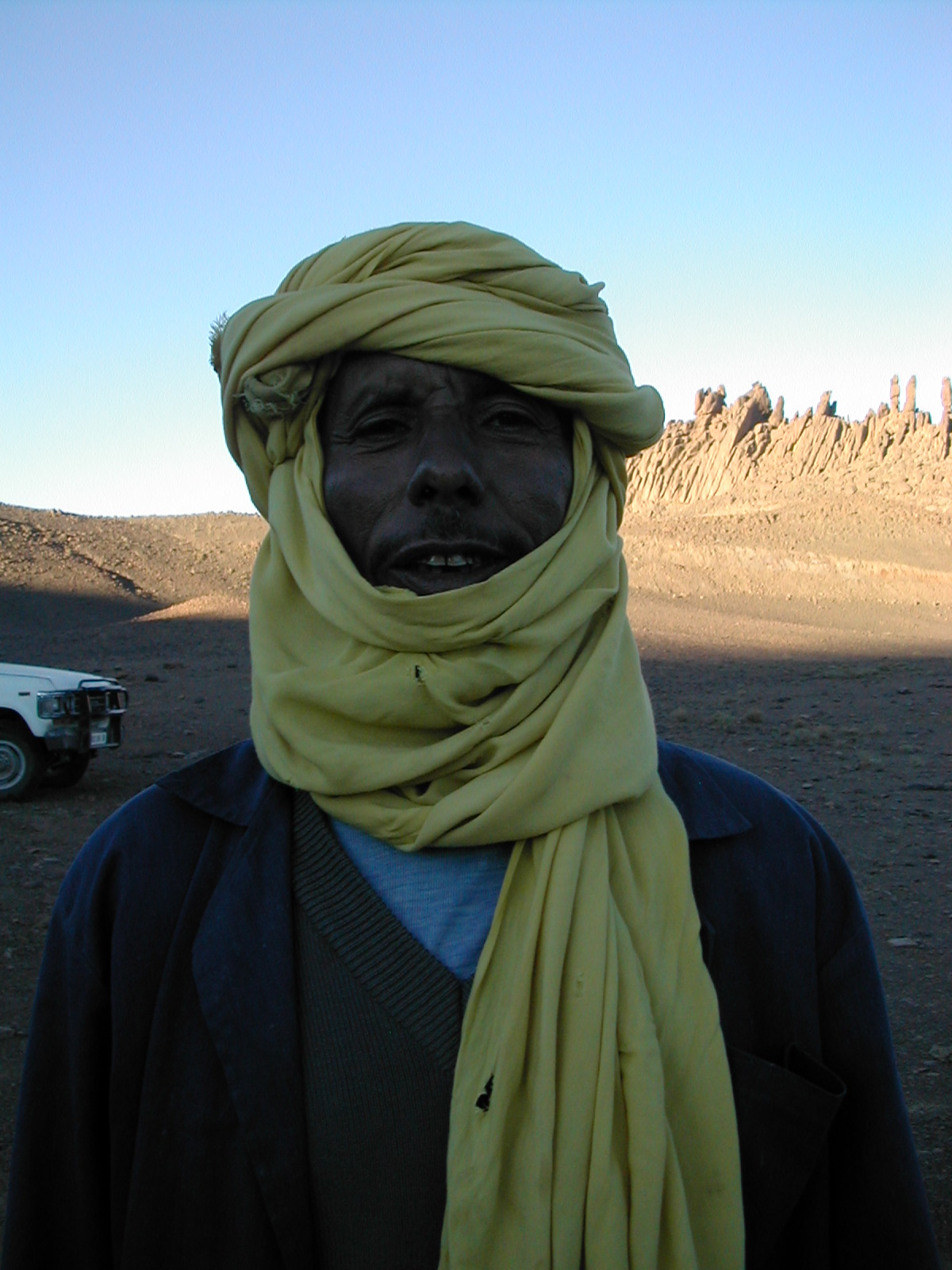
Туарег

Жители земель с холодным климатом, наоборот, пользуются головными покровами из меха; жители земель с дождевым летом, как например нивхи, нанайцы, защищают себя вместо зонтика известными коническими шляпами из бересты и т. д., а во многих местах, где климатические условия это позволяют, покров употребляется весьма редко. Даже греки и римляне прибегали к головным покровам только во время путешествий, охоты, рыбной ловли и т. д.
Уже у самых первобытных народов религиозные мотивы играли огромную роль в формировании как причёски, так и головного покрова.
Культ тотемов вызвал религиозный обычай одеваться с головой в шкуры почитаемых животных, украшать себя перьями священных птиц, цветами и листьями священных деревьев — обычай, практиковавшийся не только во время религиозных церемоний, но и во время военных действий. Отсюда известные головные уборы индейских воинов из перьев, рогов и изображений животных у шаманов, шляпы и диадемы из чешуи аллигатора в Центральной Америке, такие же уборы из чешуи маниса у малайцев, военные маски с ушами животных у южноамериканских индейцев.
Головные уборы из шкур голов зебр и диких кошек в Юго-Восточной Африке, короны египетских фараонов или столь высоко ценящиеся в Полинезии Головные уборы из красных хвостовых перьев священной птицы фаэтон, венки из скромных листьев священных деревьев лавра и дуба, изображения тех или других животных на головных уборах жрецов, царей и воинов и т. д. — всё это примеры достаточные, чтобы понять огромное влияние примитивного культа на головные уборы
Вместе с религиозным значением, головной убор был связан и с обычаем украшать себя трофеями, полученными на охоте на зверей и собранными с убитых врагов, вследствие чего появились военные парики из волос убитых врагов, украшение головы ценностями, полученными у врагов, и их скальпами, а также рогами, зубами животных и т. д.

### Дальнейшее развитие

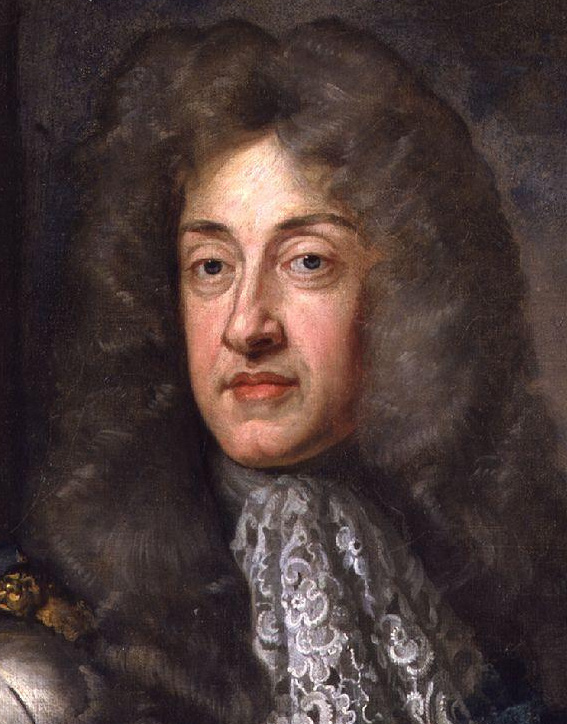
Парик

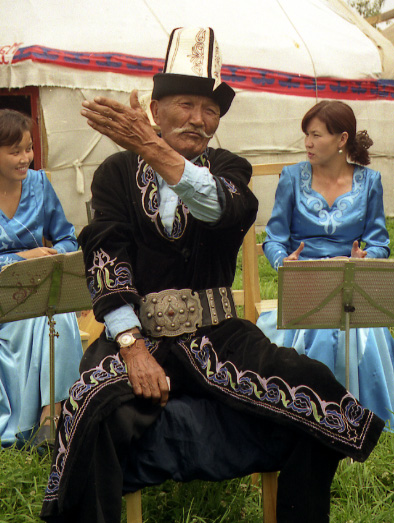
Киргиз в традиционном колпаке

Кивера

Из военной и религиозной областей причудливые уборы перешли и в обыденную жизнь, постепенно утрачивая своё прежнее назначение и становясь предметом украшения. Дальнейшее развитие головных уборов происходило под влиянием участившихся обменов, когда у отдельных лиц стали появляться переносные ценности, которые можно не только выставлять напоказ, но и непосредственно навешивать на себя.
Кроме ношения из-за религиозных воззрений, военных и социальных обычаев и прочего, головные уборы имели также эстетическую ценность — стремление сочетать, подражать прекрасному в природе (ношение перьев, цветов, блестящих камней т. п.). В итоге головной убор стал предметом украшения.
Головной убор также являлся олицетворением статуса владельца: например, короны, тиары, обручи были (и есть по сей день являются) символом власти. Богато украшенные головные уборы издалека могли сказать о положении его владельца, в то время как бедные слои населения зачастую использовали более скромные вещи. Головной убор стал, наконец, предметом особого искусства и нередко принимал вычурный вид.
Головные уборы головы можно подразделить на причёски и покровы, а также на особые головные уборы, как например короны. 

## Головные уборы в разных государствах и исповеданиях
Для иллюстрации генезиса уборов рассмотрим некоторые из них.

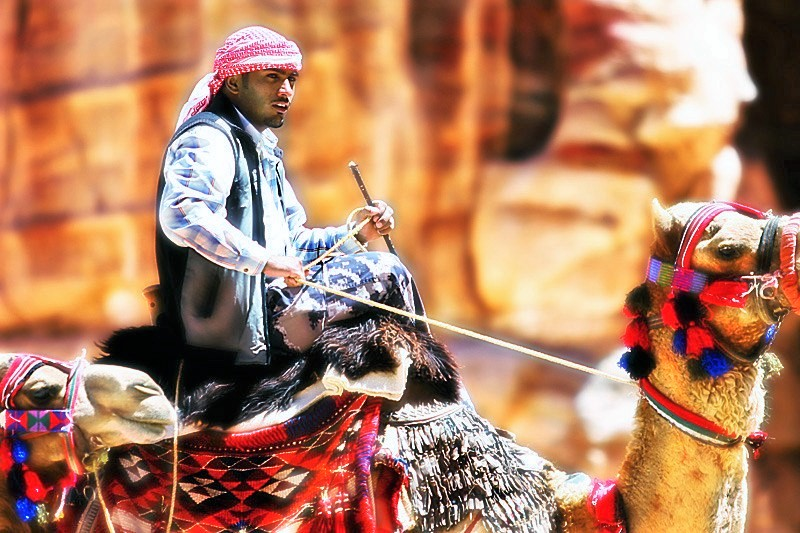
Араб-бедуин в куфии

Уже первобытным людям был известен целый ряд разновидностей головных уборов — меховые или кожаные шапки и капюшоны, диадемы, налобные повязки.

### Арабы
У арабов покрывала, состоявшие из платка или косынки (красной для молодых девушек, чёрной — для замужних), служили не украшением, а для защиты от солнца. Сначала их носили только горожанки из желания сохранить белизну лица. После принятия ислама ношение покрывала (хиджаба) было вменено в обязанность всем мусульманкам. Фасон и манера ношения покрывала у каждого народа, исповедующего ислам, своя, определяемая местными обычаями и традициями (например, в Средней Азии вплоть до 20-х гг. XX в. принято было носить паранджу — головную накидку с декоративными рукавами и чачван — сетку из конского волоса, закрывавшую всё лицо), однако женщины кочевников, а также крестьянки, и сейчас лица обычно не закрывают.

### Ассирийцы
Голова ассирийцев покрывалась диадемой, украшенной розетками или конической тиарой (цари); богов изображали с таким же убором, украшенным сверх того четырьмя или шестью рогами коров. Свободные замужние женщины, выходя на улицу, были обязаны набрасывать на голову покрывало; напротив, рабыням и проституткам это запрещалось под страхом сурового наказания.

### Евреи
У древних евреев простолюдины накидывали на голову шерстяные платки (как у современных арабов) или же перевязывали волосы шнурком, а знатные мужчины покрывали голову тюрбаном или капюшоном. Ходить с непокрытой головой не полагалось. Женщины носили всевозможные повязки, тюрбаны, скрепляли волосы сеткой и украшали её кораллами, жемчугом и металлическими бляшками. Носили также золотые венцы с изображением Иерусалима, которые так и назывались — «золотой город». Замужние женщины в обязательном порядке должны были скрывать волосы под накидкой. В более поздние времена у замужних еврейских женщин вошло в обычай носить парик, в некоторых общинах замужние женщины бреют голову.

### Греки
Головные уборами, используемые греческими мужчинами только во время путешествий или для защиты от солнца, состояли из шапочек из войлока, кожи или соломы и шляп с широкими полями. Шапочки были конической формы (у беотян) или полуовальной у моряков. Характерна фессалийская войлочная мягкая и круглая шапочка (petasos), один край которой был широкий, подвижной, спускавшийся, как зонтик; употреблялась охотниками, путешественниками и солдатами. Всякий головной убор был принадлежностью только свободного человека. Женщины носили сетки-чепчики, мешочки, охватывавшие волосы и голову и завязывавшиеся на затылке. Были в ходу также остроконечные шапочки. Для скрепления волос употреблялись ещё ленты и диадемы. Самыми популярными видами диадем были стефана, похожая на старинный русский кокошник и калаф, напоминавший корону.

### Древний рим
Что касается римских женщин, то в древнейшие времена завязывали волосы на затылке, применяя для прически двоякого рода иголки, одни (discriminales) для распутывания волос и другие (comotoriae), металлические или из слоновой кости, оканчивавшиеся изображениями Венеры, — для скрепления волос. Обычным головным покровом служила мягкая шляпа с широкими полями, употреблявшаяся, впрочем, только во время игр и для защиты от солнца. Ещё Август носил подобную шляпу во время общественных празднеств. Моряки, рыбаки носили шапочки соломенные, кожаные или войлочные. Во время жертвоприношений голову накрывали тогой, а фламины надевали род остроконечной каски, привязывавшейся под подбородком. Часто в употреблении были венки (см. Корона).
Женщины носили покрывало (rica), укреплявшееся на макушке и падавшее на плечи; в качестве собственно уборов головы, как и у греков, употребляли косынки или маленькие мешочки, заменявшие ночные чепцы и сетки (reticula), из золотых и серебряных ниток. Новобрачные в день свадьбы и матроны носили светло-желтое, иногда красное покрывало (flammeum).

### Галлы и германцы
Галлы и германцы при Людовике Благочестивом и Карле Рыжем стали брить волосы на висках и затылке и носить меховые шапочки. Главным головным покровом с начала XII века служили шапочки, бархатные для дворянства, суконные для горожан, на которые в дурную погоду накидывался капюшон. Молодёжь надевала вокруг головы металлические обручи, украшенные драгоценными камнями. Были в употреблении также остроконечные шляпы, шапки со сборками (toque) или английские твердые шляпы, украшенные павлиньим пером.

### Индусы
Головным убором индусов нечто вроде персидской митры.